# شگفت‌اختر ۳۶۳۳
سیارک ۳۶۳۳ (به انگلیسی: 3633 Mira، نامگذاری:1980EE2) سه هزار و ششصد و سی و سومین سیارک کشف شده‌است که در ۱۳ مارس ۱۹۸۰ کشف شد.
قدر مطلق سیارک برابر ۱۳٫۶۰ است.